# Otis Elevator Company
De Otis Elevator Company is de grootste producent van verticale transportsystemen ter wereld, vooral van liften en roltrappen.

## Activiteiten
Het bedrijf werd in 1853 opgericht in Yonkers, New York, Verenigde Staten door Elisha Otis. Hij ontwikkelde als eerste de veiligheidslift, die een speciaal mechanisme bevatte dat de liftkooi op zijn plaats moest houden als de liftkabels het zouden begeven. 
Otis maakte daarmee de ontwikkeling van wolkenkrabbers mogelijk en het bedrijf heeft de liften geleverd voor tal van beroemde gebouwen, waaronder de Eiffeltoren, het Empire State Building, de CN Tower en de Petronas Twin Towers.
In 2000 werd het Gen2-systeem geïntroduceerd. Hierbij worden de veelgebruikte staalkabels bij tractieliften vervangen door onderhoudsarme aandrijfriemen en een machinekamerloze aandrijving, wat het onderhoud van de liften goedkoper maakt.
In april 1920 ging het bedrijf voor de eerste keer naar de beurs. In 1976 kwam het in handen van United Technologies Corporation (UTC). In 2019 kondigde UTC aan het bedrijf te willen splitsen waarbij Otis weer zelfstandig zou worden. Op 3 april 2020 werden de aandelen van Otis Worldwide Corporation (ticker symbol: OTIS) genoteerd aan de New York Stock Exchange. Otis levert liften en roltrappen en doet ook aan onderhoud, deze laatste activiteit maakt meer dan de helft van de totale omzet uit.